# TSV Farchant
Der Turn- und Sportverein Farchant e.V., kurz TSV Farchant, ist ein Sportverein in Farchant im Landkreis Garmisch-Partenkirchen in Oberbayern. Der Verein wurde am 22. März 1949 gegründet. In die Mitgliederliste des Vereins trugen sich damals 60 Männer, zehn Frauen, 14 Jugendliche und zwei Schüler ein. Als Farben des Vereins wurden Gelb-Schwarz festgelegt. Die ersten Abteilungen waren Bergsport, Sommersport, Leichtathletik, Wassersport, Tischtennis und Eissport. Mittlerweile besteht der Verein aus über 1200 Mitgliedern in sechs Abteilungen.
Überregionale Bekanntheit erwuchs dem Verein im Jahr 1978, als die Mannschaft der Eishockeyabteilung Bayerischer Meister wurde. In den Jahren 1978–1981 spielte der TSV in der Eishockey-Regionalliga, der damals vierthöchsten Liga im Deutschen Eishockey.

## Abteilungen
Der TSV Farchant besteht aus folgenden Abteilungen:
- Der 1954 gegründeten Abteilung Fußball mit zwei Herrenmannschaften und einer Altherrenmannschaft. Die erste Mannschaft spielt in der A-Klasse im Kreis Zugspitze des BFV.
- Der Abteilung Jugendfußball mit über 200 Kindern und Jugendlichen in Mannschaften aller Altersklassen sowie zwei Mädchen- und einer Damenmannschaft.
- Die Abteilung Gymnastik[2] bietet Mutter-Kind Turnen, Vorschulkinderturnen, Mädchenturnen, Ausdauertraining, Damengymnastik, Seniorenturnen und Wirbelsäulengymnastik, sowie Wassergymnastik, Nordic Walking, einen Lauftreff und die Vorbereitung auf das Sportabzeichen an.
- Abteilung Sportkegeln
- Abteilung Eisstock (Abgemeldet zum 31. Dezember 2017)
- Abteilung Ski

### Eishockey
Die Mannschaft der Eishockeyabteilung des TSV traf in der Saison 1977/78 im Endspiel um die Meisterschaft in der Bayernliga auf den ERC Ingolstadt. Der TSV Farchant gewann dieses Spiel in Ingolstadt vor über 5000 Zuschauer mit 7:3 und stieg in die Regionalliga-Süd auf. Die erste Spielzeit 1978/79 in der vierthöchsten Spielklasse Deutschlands konnte man als Achtplatzierter abschließen. Die darauf folgende Saison 1979/80 wurde auf den 7. Platz beendet. In der Saison 1980/81 erreichte man jedoch mit nur einem Unentschieden und 11 Niederlagen lediglich den letzten Platz.
Die Spiele in der Bayernliga und in der Regionalliga mussten auf Kunsteis ausgetragen werden. Da Farchant nur über eine Natureisfläche verfügte, trug der Verein seine Spiele im Olympia-Eissport-Zentrum in Garmisch-Partenkirchen aus. Da die finanziellen Belastungen zu hoch wurden, meldete man die Mannschaft nach dem Abstieg 1981 ab und löste die Abteilung auf. Der erfolgreiche Eishockeysport in Farchant war vorerst Geschichte.
Am 17. September 2012 stimmte die Vorstandschaft des Vereins der Wiedereinrichtung der Abteilung zu.
Die seit 2009/10 an der hobbymäßig organisierten Werdenfelser Hobbyliga (WHL) teilnehmende Mannschaft der Froschlachn´ Hackler spielt seitdem unter dem Dach der Abteilung.
Zur Saison 2015/16 meldete der TSV Farchant eine Mannschaft für die sechstklassige Bezirksliga und ist somit wieder im offiziellen Spielbetrieb vertreten. Hierbei handelte es sich großteils um die im Vorjahr aus der Landesliga abgestiegene 1b-Mannschaft des SC Riessersee. Der SCR wollte das Team nicht mehr unter seiner Regie melden. Der neuformierten Mannschaft gelang in der ersten Saison der Gewinn der Bezirksliga Gruppe 3 und somit der Aufstieg in die Landesliga.

### Erfolge
| - Bayerischer Meister 1978 - Aufstieg in die Regionalliga 1978 - Aufstieg in die Bayernliga (4. Liga) 1969 | - Aufstieg in die Bayernliga 1977 - Aufstieg in die Landesliga 2016 - Meister Bezirksliga Süd 2016 |

### Platzierungen
| Saisondaten ab 1968 | Saisondaten ab 1968 | Saisondaten ab 1968 | Saisondaten ab 1968 | Saisondaten ab 1968 | Saisondaten ab 1968 | Saisondaten ab 1968 | Saisondaten ab 1968          | Saisondaten ab 1968 |
| Saison              | Liga                | Klasse              | Gruppe              | Platzierung         | PO                  | PD                  | Endplatzierung               | Zuschauerschnitt    |
| ------------------- | ------------------- | ------------------- | ------------------- | ------------------- | ------------------- | ------------------- | ---------------------------- | ------------------- |
| 2023/24             | Bezirksliga         | V I                 | Gr. Süd             | 5. Platz            | -                   | -                   |                              | 140                 |
| 2022/23             | Bezirksliga         | V I                 | Gr. Süd             | 4. Platz            | -                   | -                   |                              | 111                 |
| 2021/22             |                     |                     |                     |                     |                     |                     | Kein Spielbetrieb im BEV     |                     |
| 2020/21             | Bezirksliga         | V I                 | Gr. 3               | 2. Platz            |                     |                     | (Saisonabbruch wg. COVID-19) |                     |
| 2019/20             | Landesliga          | V                   | Gr. 2               | 10. Platz           |                     | X                   | 3. Platz / Rückzug ↓         | 109                 |
| 2018/19             | Landesliga          | V                   | Gr. 2               | 7. Platz            |                     | X                   | 1. Platz Gr. E               | 120                 |
| 2017/18             | Landesliga          | V                   | Gr. 2               | 6. Platz            |                     | X                   | 2. Gruppe F                  | 261                 |
| 2016/17             | Landesliga          | V                   | Gr. 2               | 3. Platz            | BLL                 |                     | 6. Gruppe A                  | 348                 |
| 2015/16             | Bezirksliga         | V I                 | Süd                 | Meister             | BBzL                |                     | 3. Platz ↑                   | 978                 |
| 81/82-14/15         | BEV                 | Kein Spielbetrieb   |                     |                     |                     |                     |                              |                     |
| 1980/81             | Regionalliga        | I V                 | Süd                 | 9. Platz            |                     |                     | Rückzug ↓                    |                     |
| 1979/80             | Regionalliga        | I V                 | Süd                 | 7. Platz            |                     |                     | –                            |                     |
| 1978/79             | Regionalliga        | I V                 | Süd                 | 8. Platz            |                     |                     | –                            |                     |
| 1977/78             | Bayernliga          | V                   | –                   |                     |                     |                     | Bayr. Meister ↑              |                     |
| 1976/77             | Landesliga          | V I                 | Süd                 |                     |                     |                     | Aufstieg ↑                   |                     |
| 73/74-75/76         | BEV                 |                     |                     |                     |                     |                     |                              |                     |
| 1972/73             | Bayernliga          | I V                 |                     |                     |                     |                     |                              |                     |
| 1971/72             | Bayernliga          | I V                 |                     |                     |                     |                     |                              |                     |
| 1970/71             | Bayernliga          | I V                 |                     |                     |                     |                     |                              |                     |
| 1969/70             | Bayernliga          | I V                 |                     |                     |                     |                     |                              |                     |
| 1968/69             | Landesliga          | V                   | Süd                 |                     |                     |                     | Aufstieg ↑                   |                     |

Quelle: passionhockey.com,  Quelle: rodi-db.de, Quelle: icehockeypage.de

Quelle: schongau-mammuts.de, Auf-/Abstieg ↑ ↓